# 洛普什納 (利維夫州)
洛普什納（烏克蘭語：Лопушна）是烏克蘭西部利沃夫州利沃夫区比布尔卡市镇的村庄。面積2.04平方公里，海拔高度304米，2001年該村人口282。